# Jean Morax
Pour les articles homonymes, voir Morax (homonymie).

Le roi David – Théâtre du Jorat, Mézières, affiche lithographiée, 1921.

Jean Morax, né à Morges le 16 septembre 1869 et mort dans la même ville le 11 mai 1939, est un peintre, décorateur de théâtre et dessinateur suisse.

## Biographie
Élève d'Édouard Castres à Genève puis de Benjamin Constant, de Luc-Olivier Merson et de Jean-Paul Laurens à Paris, Jean Morax partage sa vie entre Paris, Florence et la Suisse. Il expose ses peintures influencées par les nabis à Genève, notamment lors de l'Exposition nationale de 1896, à Paris (médaille de bronze à l'Exposition universelle de 1900) et à Munich (1905).
Avec son frère René, il fonde en 1903 le théâtre du Jorat à Mézières ; il y conçoit les costumes, les décors et les affiches, en particulier pour Henriette (1908), Tell (1914), Le roi David (1921), La belle de Moudon (1931).
Il crée les costumes de la Fête des vignerons de 1905 à Vevey. 